# Centrophorus seychellorum
Centrophorus seychellorum  (лат.) — малоизученный вид хрящевых рыб рода короткошипых акул одноимённого семейства отряда катранообразных. Известен по двум экземплярам, попавшихся в трёхстенную сеть на глубине 1000 м у атолла Альфонс, Сейшелы, в 1998 году.

## Таксономия
Впервые вид научно описан в 2003 году. Голотип представляет собой самку длиной 65,2 см, паратип — самец длиной 79,7 см, оба экземпляра пойманы на глубине 1000 м. Родовое название происходит от слов греч. κεντρωτός — «утыканный шипами» и греч. φορούν — «носить», а видовое название означает «сейшельский».

## Описание
У Centrophorus seychellorum довольно плотное, вытянутое тело, заостренная и удлиненная голова. Длина рыла составляет около 12,2% длины тела. Расстояние от кончика рыла до основания первого спинного плавника равно примерно 34% длины тела. Первый спинной плавник высокий (до 7% длины тела). Основание второго спинного плавника довольно длинное — оно составляет около 9,8% длины тела. Окрас равномерного серого цвета, кончики и задние края спинных плавников тёмные.
Максимальная зарегистрированная длина составляет 79,7 см.

## Взаимодействие с человеком
Данных для оценки статуса сохранности вида недостаточно.